# دوشیزه کازمو
دوشیزه کازمو (به انگلیسی: Miss Cosmo) یک مسابقه بین‌المللی زیبایی است که هر سال توسط سازمانی با همین نام برگزار می‌شود.
دوشیزه کازمو حال کتوت پرماتا جولیا استرید از اندونزی است.

## تاریخچه
اولین دوره دوشیزه کازمو ۵ اکتبر ۲۰۲۴ در شهر هوشی مین، ویتنام و با نمایندگی ۵۶ کشور از سراسر جهان برگزار شد.

## برندگان
| سال  | برنده                    | ملیت    | محل برگزاری     |
| ---- | ------------------------ | ------- | --------------- |
| ۲۰۲۴ | کتوت پرماتا جولیا استرید | اندونزی | هوشی‌مین، ویتنام |
| ۲۰۲۵ |                          |         |                 |

## کشور بر اساس تعداد برد
| کشور    | عناوین | سال  |
| ------- | ------ | ---- |
| اندونزی | ۱      | ۲۰۲۴ |